# Сопу-Коргон
Сопу-Коргон — село на востоке Алайской долины в Алайском районе Ошской области Кыргызстана. Находится в долие реки Гульча на автодороге Ош — Иркештам приблизительно в 150 километрах от Оша.
Известен тем, что на погранзаставе Сопуи-Коргон в 1935 году кинорежиссёр Владимир Шнейдеров снимал свой фильм Джульбарс.